# André Gunder Frank
André Gunder Frank (Berlín, 24 de febrero de 1929 - Luxemburgo, 23 de abril de 2005) fue un economista y sociólogo alemán y uno de los creadores de la teoría de la dependencia en los 60, considerándose él mismo como un neomarxista y economista radical.